# Danthoniopsis dinteri
Danthoniopsis dinteri är en gräsart som först beskrevs av Pilg., och fick sitt nu gällande namn av Charles Edward Hubbard. Danthoniopsis dinteri ingår i släktet Danthoniopsis, och familjen gräs. Inga underarter finns listade i Catalogue of Life.